# Pterolophia obliquata
Pterolophia obliquata là một loài bọ cánh cứng trong họ Cerambycidae.